# Chiesanuova (San Donà di Piave)
Chiesanuova (Cjesanova [ˌt͡ɕezaˈnɔva] in veneto, già Taglio del Re) è una frazione di San Donà di Piave, nella città metropolitana di Venezia. Sorge sulla sponda sinistra della Piave Vecchia, tra le località di Intestadura e Caposile.
La storia di Chiesanuova ha documenti scritti a partire dai secoli XI e XII. È la zona più alta di tutto il Basso Piave e per questo era facilmente abitabile sebbene la zona fosse totalmente paludosa.
Il documento più antico che parla di Chiesanuova risale al 5 maggio 998: il Placito. Il Doge Pietro Orseolo III ottenne dall'Imperatore di Germania Ottone III riconoscimento dei diritti veneziani sul territorio di Cittanova. All'interno di tale scritto si dichiara l'appartenenza di Chiesanuova alla diocesi di Torcello.
La chiesa del paese, dedicata a san Carlo Borromeo, venne ricostruita in stile neoromanico in seguito alle distruzioni della prima guerra mondiale dall'architetto Giuseppe Torres. L'apparato decorativo interno comprende pregevoli opere del pittore Juti Ravenna.
A livello paesaggistico si può apprezzare lo stato naturale della Piave Vecchia, preservatosi nei secoli. La fitta vegetazione include platani, pioppi bianchi, salici arborei ed arbustivi, robinie ed ontani.